# August Pradetto
August Pradetto (* 1949 in Graz) ist ein deutscher Politikwissenschaftler. Zuletzt hatte er eine Professur an der Helmut-Schmidt-Universität/Universität der Bundeswehr Hamburg.

## Leben
Pradettos wissenschaftliche Schwerpunkte sind europäische und internationale Konflikte und Konfliktmanagement seit 1945, die Außenpolitik osteuropäischer Staaten, NATO und NATO-Erweiterung nach dem Kalten Krieg sowie deutsche Außenpolitik.
Er studierte Politikwissenschaft, Kommunikationswissenschaften und Germanistik an der Freien Universität Berlin. Dort promovierte er auch.
Nach seinem Abschluss war er als Dozent am Institut für Internationale Politik und Regionalstudien, Freie Universität Berlin, tätig, bevor er 1985 als wissenschaftlicher Mitarbeiter an die Universität Warschau, Institut für Staat und Recht, ging. 1986 wechselte er als Senior Fellow ans Institut für Politikwissenschaft der Universität Wien und war gleichzeitig als Lehrbeauftragter am Institute for European Studies der St. Lawrence University (Vienna Program) tätig.
Im Jahr 1989 kehrte er nach Berlin zurück und arbeitete dort als Wissenschaftlicher Mitarbeiter am Institut für Internationale Politik und Regionalstudien der Freien Universität Berlin.
1992 wurde er zum Professor für Politikwissenschaft, insbesondere auswärtige und internationale Politik osteuropäischer Staaten, ans Institut für Internationale Politik an der Helmut-Schmidt-Universität, Hamburg / Universität der Bundeswehr berufen und war einige Jahre Sprecher der Abteilung Politikwissenschaft.
In den 1980er und 1990er Jahren lag sein wissenschaftlicher Schwerpunkt auf Entwicklungen und Transformationen in den kommunistischen und postkommunistischen Staaten und daraus resultierenden Veränderungen für die europäische und internationale Ordnung. Ab der ersten Hälfte der 2000er Jahre beschäftigte er sich vorrangig mit internationalen Sicherheitsstrukturen, der NATO-Osterweiterung und der europäischen Sicherheitsarchitektur sowie mit der deutschen Außenpolitik in diesen Fragen.
Im Jahr 2006 wurde August Pradetto nach Hongkong berufen, wo er als Professor für Politikwissenschaft/Internationale Beziehungen am Department for Government and International Studies der Hong Kong Baptist University lehrte und forschte. In dieser Zeit rückte stärker das sicherheitspolitische Beziehungsgeflecht in Asien in den Fokus seiner Arbeit.
Zwei Jahre später kehrte er an die Helmut-Schmidt-Universität in Hamburg zurück. Ein Fokus lag seither auf der interventionistischen Politik einiger westlicher Staaten (z. B. in Südosteuropa, Afghanistan, Irak, Libyen, Syrien) und deren Rückwirkungen auf die internationale sicherheitspolitische Kultur. Seit 2014 ist der Konflikt zwischen Russland, der Ukraine und dem Westen ein Schwerpunkt seiner wissenschaftlichen Arbeit.
Er hat ein Dutzend Bücher in den oben genannten Bereichen geschrieben oder herausgegeben und 170 Artikel in Fachzeitschriften und anderen Medien veröffentlicht.
Seit 2014 ist er emeritierter Professor. In den vergangenen 20 Jahren wurde August Pradetto zu einer Reihe von Gastprofessuren und Forschungs- und Lehraufenthalten eingeladen, die ihn an Universitäten und Forschungseinrichtungen in Europa, darunter in Russland und der Ukraine, in den USA, in Ländern des Nahen Ostens wie Israel, Oman und Jordanien, sowie in asiatischen Ländern, u. a. in Süd- und Nordkorea, in der Volksrepublik China, Taiwan, Japan, den Philippinen, Indonesien, Indien und zentralasiatischen Staaten wie Turkmenistan, Tadschikistan, Kirgisistan, Kasachstan und Usbekistan führten.
Er war von 1993 bis 2014 Mitherausgeber der Studien zur Internationalen Politik (Helmut Schmidt Universität Hamburg), Koordinator der Manfred-Wörner-Stiftung des deutschen Verteidigungsministeriums für wissenschaftlichen Austausch mit osteuropäischen und zentralasiatischen Ländern, Mitglied des Beirats der der Europäischen Akademie Otzenhausen, Teilnehmer am Projekt Streitkräfte im 21. Jahrhundert, Herausgeber von Strategische Kultur Europas (Peter Lang Verlag, Frankfurt), Herausgeber von Human Security (LIT Verlag, Münster), und ist seit 2017 Mitglied der wissenschaftlichen Kommission des österreichischen Verteidigungsministeriums.
Pradetto ist mit der Regisseurin Wilma Pradetto verheiratet.

## Schriften (Auswahl)
- Techno-bürokratischer Sozialismus – Polen in der Ära Gierek (1970–1980), Verlag Peter Lang, Frankfurt et al. 1991.
- Bürokratische Anarchie – Der Niedergang des polnischen „Realsozialismus“, Böhlau Verlag, Wien/Köln 1992.
- Die Rekonstruktion Ostmitteleuropas – Politik, Wirtschaft, Gesellschaft im Umbruch (hrsg.) Ed. Westdeutscher Verlag, Opladen 1994.
- Ostmitteleuropa, Russland und die Osterweiterung der NATO – Perzeptionen und Strategien im Spannungsfeld nationaler und europäischer Sicherheit (Hrsg.). Ed. Westdeutscher Verlag, Opladen 1997.
- Die Debatte über die Kosten der NATO-Osterweiterung (hrsg. mit F.M. Alamir), Nomos Verlag, Baden-Baden 1998.
- Konfliktmanagement durch militärische Intervention? Dilemmata westlicher Kosovo-Politik, Studien zur Internationalen Politik (Hamburg), Nr. 1, 1998.
- Die NATO auf dem Weg ins 21. Jahrhundert (hrsg. mit Heiner Timmermann), LIT Verlag, Münster et al. 2002.
- Die zweite Runde der NATO-Osterweiterung – Zwischen postbipolarem Institutionalismus und offensivem Realismus (hrsg.) Peter Lang Verlag, Frankfurt a. M. et al. 2004.
- Sicherheit und Verteidigung nach dem 11. September 2001: Akteure – Strategien – Handlungsmuster (hrsg.) Peter Lang Verlag, Frankfurt a. M. et al. 2004.
- Präsidenten in postkommunistischen Ländern – Ein Handbuch (zus. mit Carola Weckmüller) Peter Lang Verlag, Frankfurt a. M. et al. 2004.
- Human Security und Auslandseinsätze der Bundeswehr (hrsg.) LIT Verlag, Münster et al. 2005.
- Intervention, Regimewechsel, forcierte Migration: Die Fälle Kosovo, Afghanistan und Irak, Peter Lang Verlag, Frankfurt a. M. et al. 2008.
- Zivil-militärische Zusammenarbeit und comprehensive approach im Kontext postbipolarer Weltordnungspolitik, Studien zur Internationalen Politik (Hamburg), Nr. 2, 2011.
- Demokratischer Frieden, responsibility to protect und die „humanitäre Intervention“ in Libyen (hrsg.) Studien zur Internationalen Politik, Nr. 1, 2012.
- Zentralasien und die Weltmächte, oder: Great Game Boys auf Reisen, Peter Lang Verlag, Frankfurt a. M. et al. 2012.
- Die Krim, die bösen Russen und der empörte Westen. Blätter für deutsche und internationale Politik, Nr. 5/2014, S. 73–78 link
- Die Ukraine-Krise: Geopolitik und Identität im Verhältnis zwischen Russland und dem Westen, In: Die Friedens-Warte (1–2/2014), S. 31–58.
- Normen, Interessen, Projektionen: Deutschland und die militärische Intervention in Libyen 2011; in: Beestermöller, Gerhard (Hrsg.): Libyen: Missbrauch der Responsibility to Protect? Baden-Baden 2014: Nomos, S. 65–114.
- Ost-West-Beziehungen und deutsche Außenpolitik seit der Wiedervereinigung, In: Aus Politik und Zeitgeschichte (33–34/2015), S. 48–56 link
- Dekonstruktion von Souveränität – Diskurse zur Legitimierung militärischer Interventionen, In: Die Friedens-Warte (1–2/2015), S. 15–25.
- R2P, der Regimewechsel in Libyen und die Nichtintervention in Syrien: Durchbruch oder Sargnagel für die Schutzverantwortung?, In: Staack, Michael/Krause, Dan (Hrsg.): Schutzverantwortung in der Debatte – Die R2P nach dem Libyen-Dissens, Verlag Barbara Budrich, Opladen 2015, S. 15–54.
- Der Krieg finanziert den Krieg – Die transatlantischen Beziehungen und die NATO vor und mit Trump, In: Blätter für deutsche und internationale Politik (4/2017), S. 97–106 link
- Die Ukraine, Russland und der Westen: Die Inszenierung einer Krise als geopolitischen Konflikt, In: Staack, Michael (Hrsg.): Der Ukraine-Konflikt, Russland und die europäische Sicherheitsordnung. Wien 2017, S. 21–72 link
- Mit aller Macht: Putin zum vierten, In: Blätter für deutsche und internationale Politik, Nr. 4/2018, S. 44–52 link
- Rückkehr des Kalten Krieges? Außenpolitisches identity building und konfrontative Strategien nach dem Ende der Bipolarität; in: Kompass, Nr. 09/2018, S. 6–9.
- Das hybride Bündnis. NATO-Osterweiterung zwischen Integration und Konfrontation. In: Wissenschaft und Frieden, Nr. 1/2019, S. 8–12 link
- 70 Jahre Nato: Von der Konfrontation zur Integration und wieder zurück; in: Blätter für deutsche und internationale Politik 4/2019, S. 93–102 link
- Multiples Versagen:  WHO, EU und Deutschland in der Corona-Krise.  WIFIS-Arbeitspapier Nr. 3,  Hamburg, Juni 2020 link
- COVID-19 and International Power Structures. In: Ursula Werther-Pietsch (Ed:): Powering Universalism. Future Global Governance. Klein Publishing. Vienna 2021, S. 24–38.
- Ukraine: Realismus vs. Krieg: Neutralität als Chance; in: Blätter für deutsche und internationale Politik 3/2022, S. 40–48 https://www.blaetter.de/ausgabe/2022/maerz
- Wie der Krieg enden könnte: Die Ukraine zwischen Neutralität und westlicher Allianz. In: Karenina. Petersburger Dialog Online, 17. Mai 2022 (https://www.karenina.de/wissen/geschichte/der-lange-marsch-in-den-krieg/, Nachdruck von: Die Ukraine zwischen Neutralität und westlicher Allianz; in: Welt-Trends (Potsdam), Nr. 187, Mai 2022, S. 34–39)
- NATO oder Neutralität: Der Ukraine-Krieg und die europäische Sicherheitsordnung; in: Heinz Gärtner (Hg.): Die Ukraine im Krieg – ist Frieden möglich? LIT, Münster, Wien 2022, S. 202–214. https://www.google.de/books/edition/Die_Ukraine_im_Krieg_ist_Frieden_möglic/dx9vEAAAQBAJ?hl=de&gbpv=1&printsec=frontcover
- Panzer, Kampfjets und Raketen? Über die roten Linien im Ukrainekrieg; in: Blätter für deutsche und internationale Politik 3/2023, S. 53–60 https://www.blaetter.de/ausgabe/2023/maerz/panzer-kampfjets-und-raketen
- Der Ukrainekrieg als Zeitenwende 2.0 und die Sicherheitsarchitektur Europas; in: International IV / 2023, S. 14-18 https://international.or.at/der-ukrainekrieg-als-zeitenwende-2-0und-die-sicherheitsarchitektur-europas/